# Officerspaviljongen

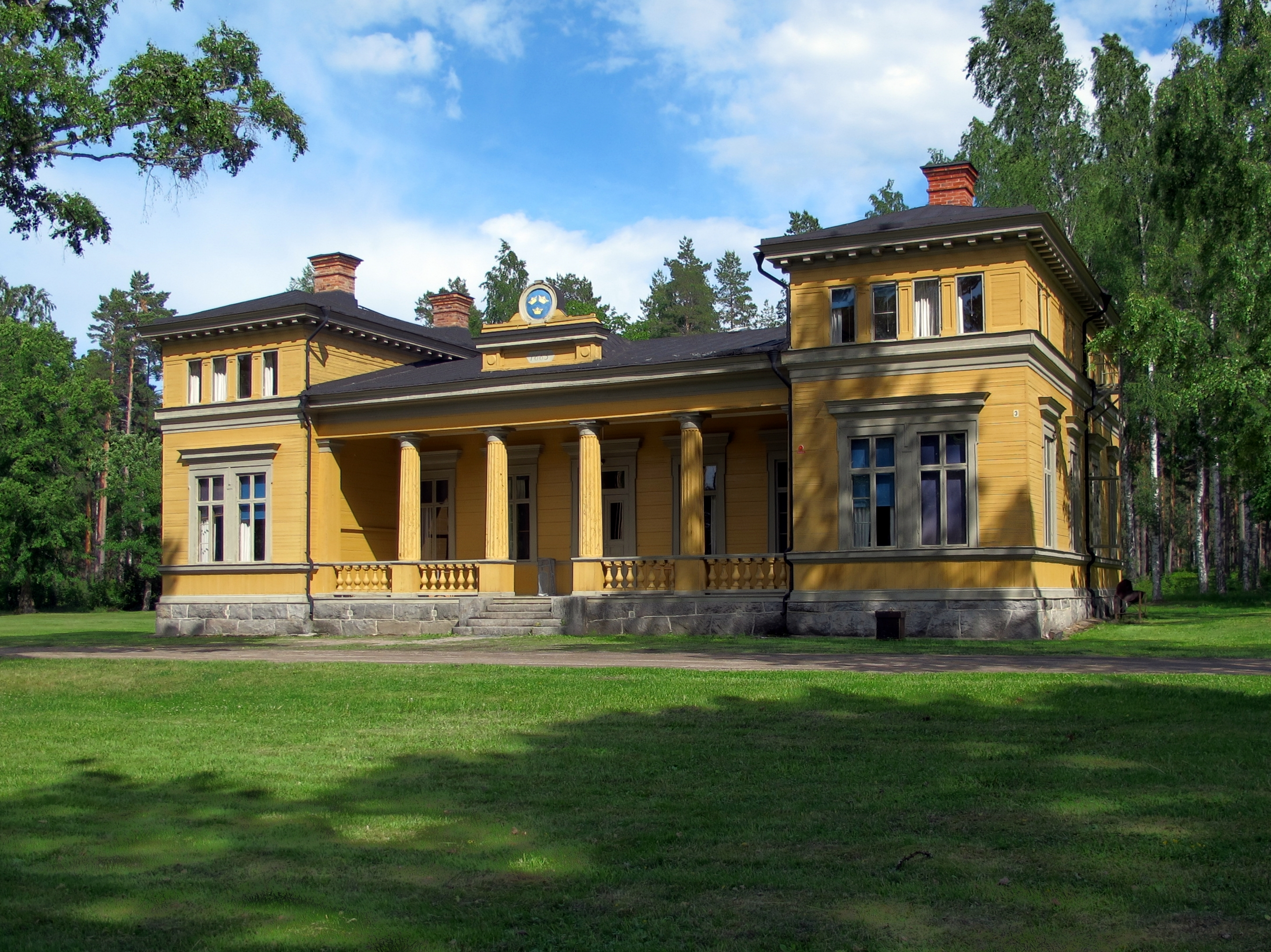
En av officerspaviljongerna i juni 2013.

Officerspaviljongerna är en rad byggnader vid Marma läger söder om Gävle som ritades 1885 av bröderna Axel Kumlien och Hjalmar Kumlien för Svea artilleriregemente. Paviljongerna, utförda i en sober klassicistisk arkitektur, är en del av första generationens byggnader vid Marma läger.